# Тири, Николя Марен
Николя Марен Тири (фр. Nicolas Marin Thiry; 1769—1827) — французский военный деятель, бригадный генерал (1809 год), барон (1809 год), участник революционных и наполеоновских войн.

## Биография
Начал службу 2 августа 1786 года канониром в артиллерийском полку Гренобля. 10 октября 1790 года переведён в качестве гренадера в Льежский пехотный полк. С 1792 года сражается в качестве полкового адъютанта при гусарском полку. Отличился в сражении при Кибероне, где во главе своей роты атаковал и рассеял колонну эмигрантов-роялистов.
15 сентября 1805 года возглавил эскадрон в полку конных егерей Императорской гвардии. Отличился в Аустерлицком сражении, где был тяжело ранен двумя штыковыми ударами в грудь. В ходе другой знаменитой кавалерийской атаки при Эйлау получил сильных ушиб левой ноги ядром. 16 февраля 1807 года назначен заместителем командира полка конных егерей Императорской гвардии. 6 июня 1809 года произведён в бригадные генералы. 21 июля 1809 года возглавил 8-ю бригаду лёгкой кавалерии (1-й временный, 25-й конно-егерский и полк вюртембержцев). Служил в Армии Иллирии до 9 декабря 1810 года, затем в Италии. Участвовал в Русской кампании, проявил чудеса храбрости при Бородино: его конь был убит под ним, а сам Тири получил три ранения.
1 апреля 1813 года был отправлен в крепость Майнц. 5 мая присоединился ко 2-й маршевой дивизии 1-го кавалерийского корпуса, а 18 июня к 1-й дивизии лёгкой кавалерии 2-го корпуса. 3 августа 1813 года возглавил 2-ю бригаду во 2-й дивизии тяжёлой кавалерии.  Отличился в сражениях при Лейпциге и 3 февраля 1814 года при Шоссе.
Во время Ста дней получил командование над департаментом Мёрт. В 1818 году вышел в отставку. Умер в Париже в 1827 году.

## Воинские звания
- Канонир (2 августа 1786 года);
- Гренадер (10 октября 1790 года);
- Сержант (15 января 1791 года);
- Младший лейтенант (1 декабря 1792 года);
- Капитан (1 февраля 1793 года);
- Командир эскадрона (23 октября 1799 года, утверждён 23 сентября 1800 года);
- Командир эскадрона гвардии (15 сентября 1805 года);
- Майор гвардии (16 февраля 1807 года);
- Бригадный генерал (6 июня 1809 года).

## Титулы
- Барон Тири и Империи (фр. baron Thiry et de l'Empire; декрет от 19 марта 1808 года, патент подтверждён 20 августа 1809 года)[1].

## Награды
Легионер ордена Почётного легиона (24 сентября 1803 года)
 Офицер ордена Почётного легиона (14 июня 1804 года)
 Коммандан ордена Почётного легиона (4 сентября 1808 года)
 Кавалер военного ордена Святого Людовика (29 июля 1814 года)
- Почётная сабля (15 сентября 1802 года)